# SEC14L2
SEC14L2‏ (SEC14 like lipid binding 2) هوَ بروتين يُشَفر بواسطة جين SEC14L2 في الإنسان.